# Harvey Postlethwaite

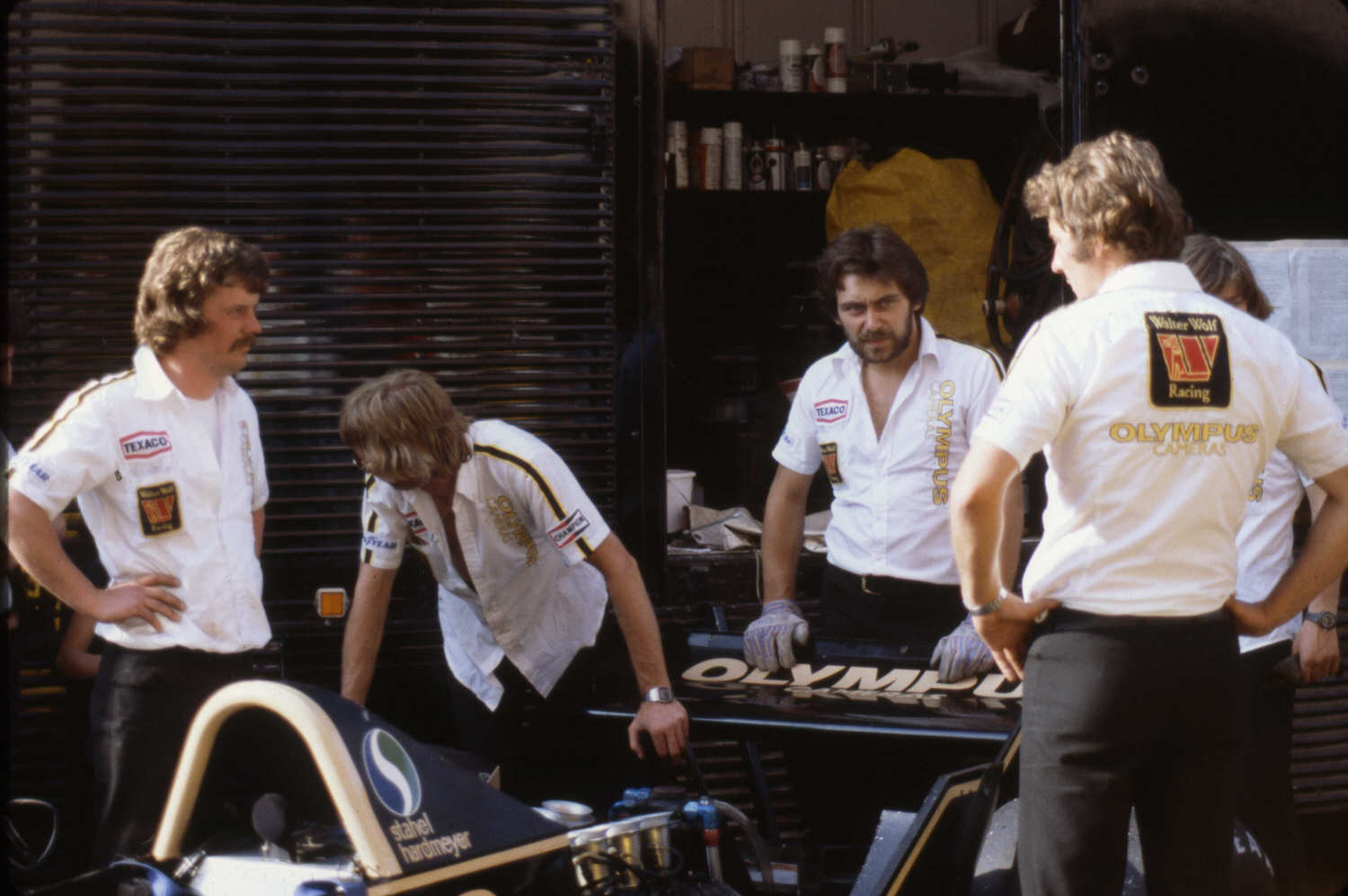
Harvey Postlethwaite (rechts) 1979

Harvey Postlethwaite (* 4. März 1944 in England; † 15. April 1999 in Barcelona) war ein britischer Konstrukteur und Designer von Formel-1-Autos sowie Technischer Direktor mehrerer Formel-1-Teams.

## Leben
Postlethwaite studierte Maschinenbau in Birmingham. Nach seiner Promotion begann er bald, sich dem Automobilrennsport zuzuwenden. Er arbeitete unter anderem für Hesketh Racing, Walter Wolf Racing, Ferrari, Tyrrell und Sauber.
Von ihm stammen viele berühmte Rennwagen und andere technische Innovationen wie zum Beispiel die erste Frontflügelkonstruktion, die richtungsweisend für viele anderen Fahrzeuge war. 1990 erschien mit dem Tyrrell 019 das erste Formel-1-Fahrzeug mit einer Fahrzeugnase, die über dem Frontflügel angeordnet war. Noch heute fahren die meisten Formel-1-Fahrzeuge mit dieser Variante, die von Postlethwaite in Zusammenarbeit mit dem französischen Aerodynamiker Jean-Claude Migeot entwickelt wurde. Über mehrere Jahrzehnte zählte Postlethwaite zu den besten und einflussreichsten Ingenieuren der Formel 1. Nachdem Tyrrell von British American Tobacco übernommen worden war, wechselte Postlethwaite zu Honda, wo er ein eigenes, letztlich aufgegebenes Formel-1-Programm vorantrieb.
Er starb 1999 bei Testfahrten des Honda-Teams in Spanien an Herzversagen.